# Піколезна
Піколе́зна (Xenops) — рід горобцеподібних птахів родини горнерових (Furnariidae). Представники цього роду мешкають в Мексиці, Центральній і Південній Америці.

## Опис
Піколезни — невеликі птахи, середня довжина яких становить 10-12 см, а вага 9-15 г. Для них є характерними короткі, сплюснуті з боків дзьоби, вигнуті догори. Вони живуть у вологих рівнинах і гірських тропічних лісах. На відміну від інших горнерових, гнізда піколезн являють собою невеликі ямки, викопані у м'якій гнилій деревині.

## Види
Виділяють три види:
- Піколезна тонкодзьоба (Xenops tenuirostris)
- Піколезна мала (Xenops minutus)
- Піколезна руда (Xenops rutilans)

## Етимологія
Наукова назва роду Xenops походить від сполучення слів дав.-гр. ξενος — незнайомий, чужий і ωψ — обличчя.